# Leichtathletik-Weltmeisterschaften 1995/Dreisprung der Frauen

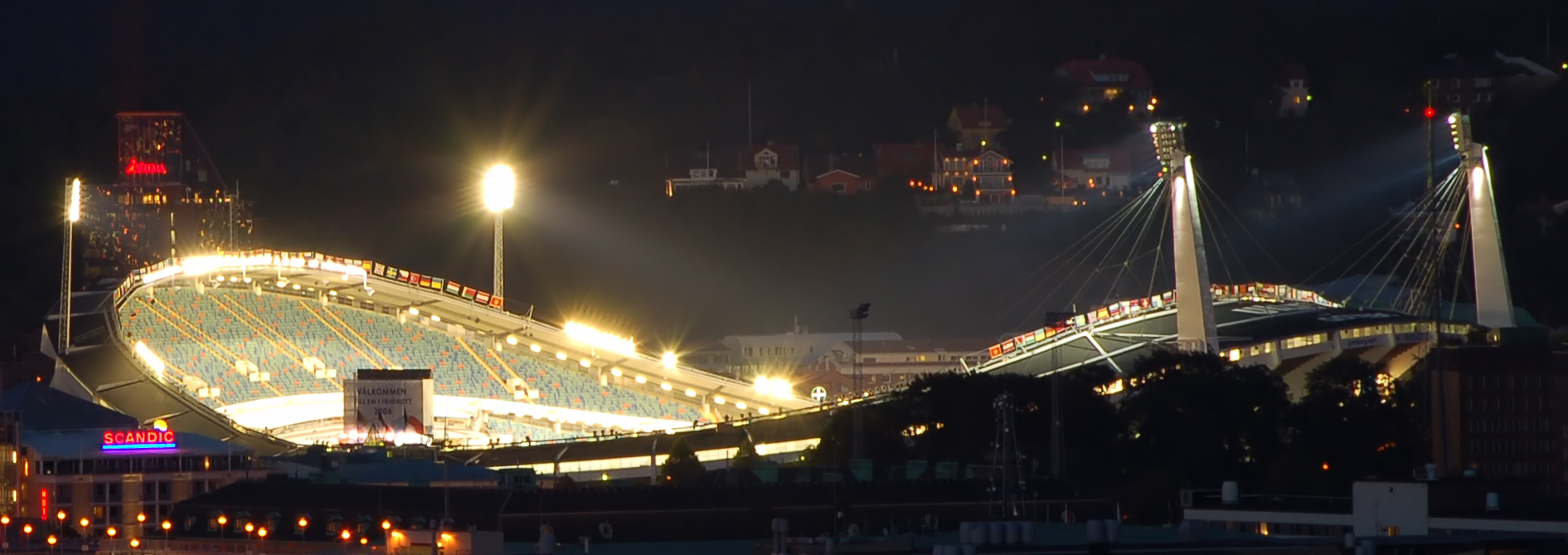
Das Göteborger Ullevi-Stadion im Jahr 2006

Der Dreisprung der Frauen bei den Leichtathletik-Weltmeisterschaften 1995 wurde am 8. und 10. August 1995 im Göteborger Ullevi-Stadion ausgetragen.
Weltmeisterin wurde die Olympiazweite im Weitsprung von 1992 Inessa Krawez aus der Ukraine. Sie gewann vor der bulgarischen WM-Dritten von 1993 Iwa Prandschewa. Bronze ging an die russische Titelverteidigerin, amtierende Europameisterin und bisherige Weltrekordinhaberin Anna Birjukowa.
Das Niveau in diesem Wettbewerb war außerordentlich hoch. Weltmeisterin Inessa Krawez stellte mit 15,50 m einen neuen Weltrekord auf. Auch die zweitplatzierte Iwa Prandschewa überbot mit ihren 15,18 m die alte Marke um neun Zentimeter. Die Bronzemedaillengewinnerin Anna Birjukowa blieb mit 15,08 m nur einen Zentimeter unter dem vorher bestehenden Weltrekord, den sie selber bei den Weltmeisterschaften 1993 aufgestellt hatte. Auch die Weiten der viertplatzierten Russin Inna Lassowskaja und der Rumänin Rodica Mateescu auf Rang fünf waren mit 14,90 m bzw. 14,82 m hochklassig.

## Rekorde

### Bestehende Rekorde
| Weltrekord               | 15,09 m | Anna Birjukowa | WM 1993 in Stuttgart, Deutschland | 21. August 1993 |
| Weltmeisterschaftsrekord | 15,09 m | Anna Birjukowa | WM 1993 in Stuttgart, Deutschland | 21. August 1993 |

### Rekordverbesserung
Die ukrainische Weltmeisterin Inessa Krawez verbesserte den bestehenden WM- und gleichzeitig Weltrekord im Finale am 10. August um 41 Zentimeter auf 15,50 m.

## Windbedingungen
In den folgenden Ergebnisübersichten sind die Windbedingungen zu den jeweils besten Sprüngen benannt. Der erlaubte Grenzwert liegt bei zwei Metern pro Sekunde. Bei stärkerer Windunterstützung wird die Weite für den Wettkampf gewertet, findet jedoch keinen Eingang in Rekord- und Bestenlisten.

## Qualifikation
8. August 1995, 17:45 Uhr
32 Teilnehmerinnen traten in zwei Gruppen zur Qualifikationsrunde an. Die Qualifikationsweite für den direkten Finaleinzug betrug 14,05 m. Elf Athletinnen übertrafen diese Marke (hellblau unterlegt). Das Finalfeld wurde mit der nächstplatzierten Sportlerin auf zwölf Springerinnen aufgefüllt (hellgrün unterlegt). So mussten schließlich 14,03 m für die Finalteilnahme erbracht werden.

### Gruppe A

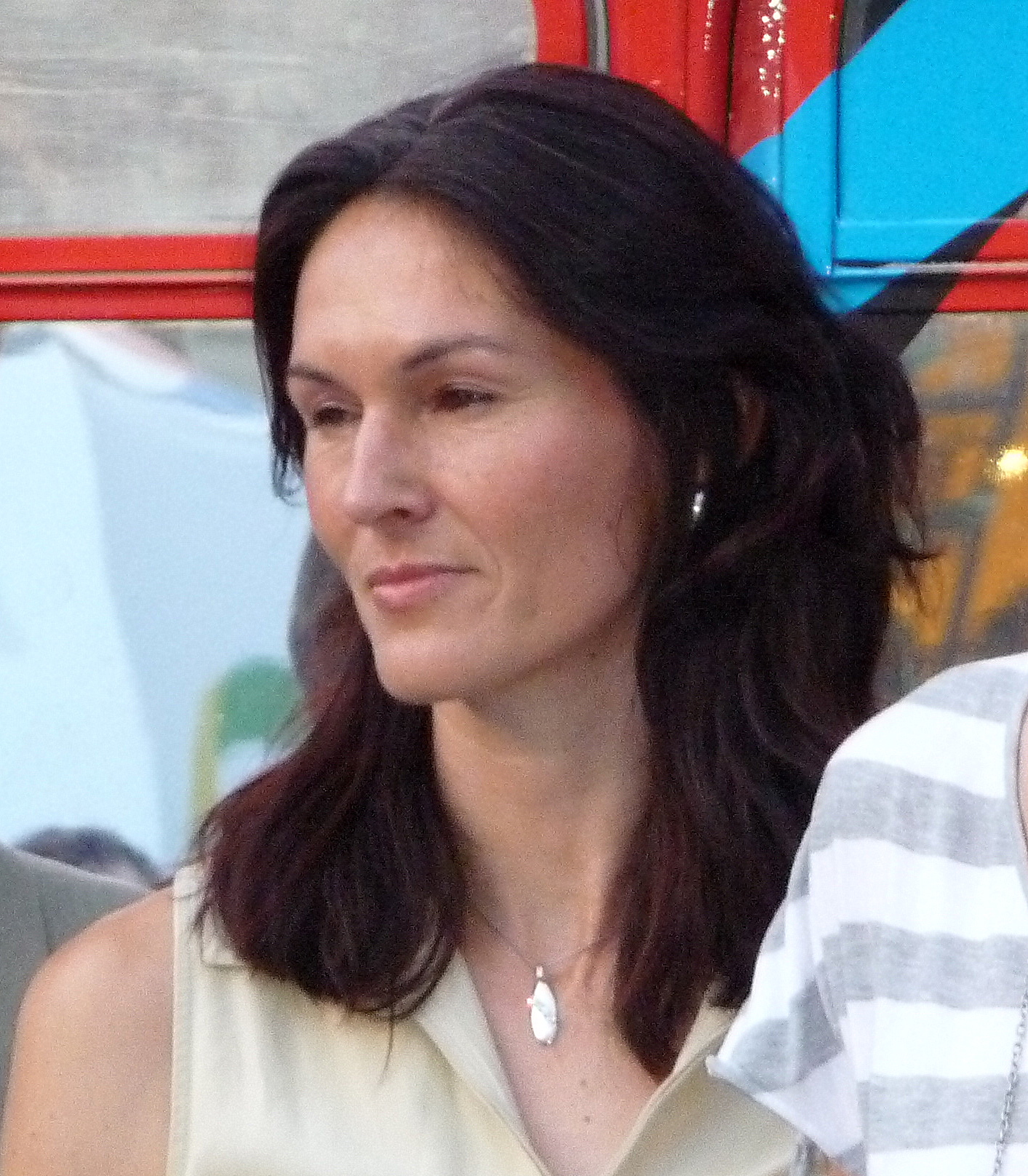
Šárka Kašparkova (Foto: 2011) scheiterte mit ihren 13,94 m in der Qualifikation – sie war die kommende Weltmeisterin und errang in den Folgejahren weitere Medaillen bei sportlichen Großereignissen
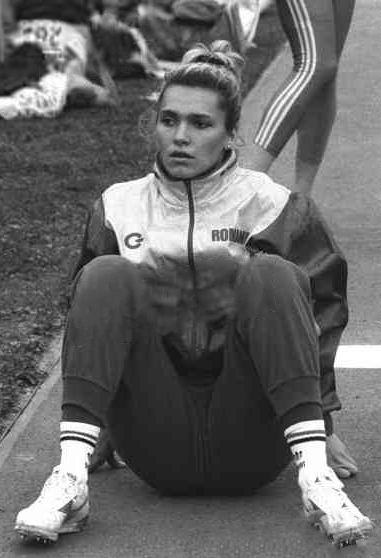
Monica Toth erzielte 13,52 m und schied damit aus

| Platz | Name             | Nation                  | Resultat (m) Wind (m/s) |
| 1     | Iolanda Tschen   | Russland                | 14,56 / +2,9            |
| 2     | Iwa Prandschewa  | Bulgarien               | 14,46 / +0,7            |
| 3     | Schanna Gurejewa | Belarus                 | 14,41 / +2,5            |
| 4     | Inna Lassowskaja | Russland                | 14,38 / +1,4            |
| 5     | Barbara Lah      | Italien                 | 14,17 / +1,6            |
| 6     | Olena Howorowa   | Ukraine                 | 14,05 / +1,3            |
| 7     | Šárka Kašparkova | Tschechien              | 13,94 / +0,2            |
| 8     | Valérie Guiyoule | Frankreich              | 13,92 / +0,6            |
| 9     | Diana Orrange    | USA                     | 13,71 / +1,4            |
| 10    | Ashia Hansen     | Großbritannien          | 13,61 / +1,5            |
| 11    | Monica Toth      | Rumänien                | 13,52 / +0,9            |
| 12    | Wu Lingmei       | Volksrepublik China     | 13,43 / −0,3            |
| 13    | Andrea Ávila     | Argentinien             | 13,41 / +2,8            |
| 14    | Kaisa Gustafsson | Finnland                | 13,18 / +1,3            |
| 15    | Nicole Martial   | Guyana                  | 12,95 / +1,9            |
| 16    | Elisa Perez      | Dominikanische Republik | 12,02 / +0,1            |

### Gruppe B

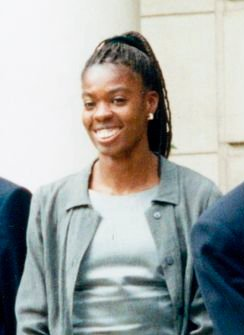
Niurka Montalvo, vier Tage zuvor Vizeweltmeisterin im Weitsprung und hier noch für Kuba am Start, schied mit für sie indiskutablen 11,40 m aus – ab 1998 startete sie für Spanien und wurde 1999 in Sevilla Weltmeisterin im Weitsprung

| Platz | Name                  | Nation              | Resultat (m) Wind (m/s) |
| 1     | Inessa Krawez         | Ukraine             | 14,44 / +2,4            |
| 2     | Anna Birjukowa        | Russland            | 14,38 / +1,1            |
| 3     | Jeļena Blaževiča      | Lettland            | 14,29 / +1,9            |
| 4     | Ren Ruiping           | Volksrepublik China | 14,17 / +2,3            |
| 5     | Rodica Mateescu       | Rumänien            | 14,06 / +3,5            |
| 6     | Michelle Griffith     | Großbritannien      | 14,03 / +1,1            |
| 7     | Ramona Molzan         | Deutschland         | 13,90 / +2,2            |
| 8     | Sheila Hudson         | USA                 | 13,80 / +1,3            |
| 9     | Virge Naeris          | Estland             | 13,76 / +0,9            |
| 10    | Concepción Paredes    | Spanien             | 13,75 / +1,2            |
| 11    | Cynthea Rhodes        | USA                 | 13,68 / +0,9            |
| 12    | Caroline Honoré       | Frankreich          | 13,41 / ±0,0            |
| 13    | Betty Lise            | Frankreich          | 13,35 / +0,5            |
| 14    | Sonya Agbéssi         | Benin               | 12,02 / +1,9            |
| 15    | Niurka Montalvo       | Kuba                | 11,40 / +1,1            |
| NM    | Althea Moses Gilharry | Belize              | ogV                     |

## Legende
Kurze Übersicht zur Bedeutung der Symbolik – so üblicherweise auch in sonstigen Veröffentlichungen verwendet:
| – | verzichtet                                 |
| x | ungültig                                   |
| w | Windunterstützung über dem zulässigen Wert |

## Finale
10. August 1995, 16:55 Uhr
| Platz | Name              | Nation              | Resultat (m) Wind (m/s) | 1. Versuch (m) | 2. Versuch (m) | 3. Versuch (m) | 4. Versuch (m)                                 | 5. Versuch (m)                                 | 6. Versuch (m)                                 |
| 1     | Inessa Krawez     | Ukraine             | 15,50 / +0,9 WR         | x              | x              | 15,500         | x                                              | –                                              | 14,550                                         |
| 2     | Iwa Prandschewa   | Bulgarien           | 15,18 / +0,3            | 14,28          | 14,76          | 14,480         | 14,650                                         | 15,180                                         | 15,000                                         |
| 3     | Anna Birjukowa    | Russland            | 15,08 / +1,4            | x              | 14,85          | 15,080         | x                                              | 14,660                                         | x                                              |
| 4     | Inna Lassowskaja  | Russland            | 14.90 / +1,2            | x              | x              | 14,520         | 14,860                                         | x                                              | 14.900                                         |
| 5     | Rodica Mateescu   | Rumänien            | 14.82 / +2,5            | 14,44          | 14,56          | x              | 14.82w                                         | 14,39w                                         | 14,64w                                         |
| 6     | Ren Ruiping       | Volksrepublik China | 14.25 / +1,7            | 14,09          | 13,87          | 14.250         | x                                              | 12,310                                         | 13,450                                         |
| 7     | Schanna Gurejewa  | Belarus             | 14.22 / +0,8            | 14.22          | 13,97          | x              | x                                              | x                                              | 13,800                                         |
| 8     | Barbara Lah       | Italien             | 14.18 / +2,3            | 14,02          | x              | 14.18w         | x                                              | x                                              | x                                              |
| 9     | Jeļena Blaževiča  | Lettland            | 14.09 / +0,2            | x              | 13,93          | 14.09          | nicht im Finale der besten acht Springerinnern | nicht im Finale der besten acht Springerinnern | nicht im Finale der besten acht Springerinnern |
| 10    | Olena Howorowa    | Ukraine             | 14.07 / +0,5            | 14.07          | x              | x              | nicht im Finale der besten acht Springerinnern | nicht im Finale der besten acht Springerinnern | nicht im Finale der besten acht Springerinnern |
| 11    | Iolanda Tschen    | Russland            | 14.05 / +1,9            | x              | x              | 14.05          | nicht im Finale der besten acht Springerinnern | nicht im Finale der besten acht Springerinnern | nicht im Finale der besten acht Springerinnern |
| 12    | Michelle Griffith | Großbritannien      | 13,59 / +1,5            | 13,22          | 12,97          | 13,59          | nicht im Finale der besten acht Springerinnern | nicht im Finale der besten acht Springerinnern | nicht im Finale der besten acht Springerinnern |

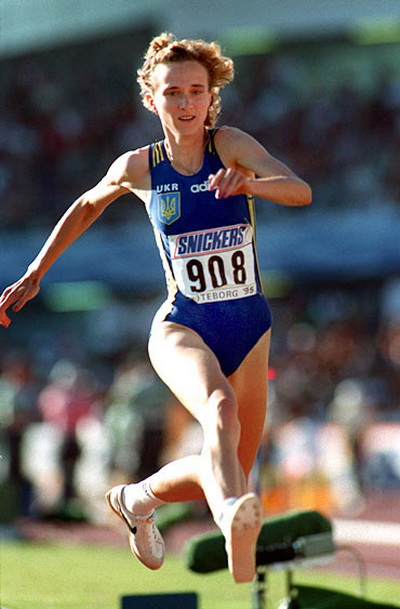
Inessa Krawez – Weltmeisterin mit Weltrekord, im Jahr darauf auch Olympiasiegerin
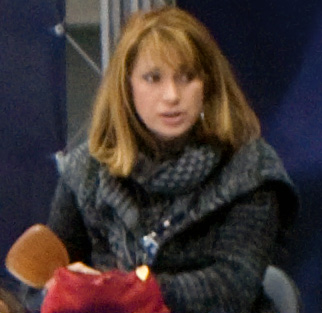
Iolanda Tschen, 1993 Vizeweltmeisterin, kam auf den elften Platz, im Jahr darauf musste sie den Leistungssport verletzungsbedingt aufgeben

## Video
- Inessa Kravets - 15.50m - Göteborg 1995, Video veröffentlicht am 16. April 2010 auf youtube.com, abgerufen am 10. Juni 2020